# Lasse Holmqvist
Lars Gunnar "Lasse" Holmqvist, född 31 december 1930 i Västra Skrävlinge socken utanför Malmö, död 19 december 1996 i Malmö, var en svensk TV-personlighet, journalist och författare.

## Biografi
Holmqvist var son till handelsresanden Einar Holmqvist (1903–1975) och Alice Odder (1909–2000). När Holmqvist var fyra år flyttade familjen till Osby, där han sedan växte upp. Han studerade vid Lunds universitet och det var under sin tid där som han upptäcktes av Sveriges Radios Gunnar Ollén. Holmqvist var en av pionjärerna inom svensk TV. De tidiga programmen sändes till Sydsverige via danska TV-sändare.[källa behövs]
Holmqvists folkliga popularitet inleddes år 1961 med uppdraget som programledare för underhållningsprogrammet Bialitt. I denna programserie blandades lättsam underhållning med seriösa kulturinslag. Utöver de återkommande sånginslagen med Lennart Kjellgren och Gunnel Nilsson medverkade i programmet en rad gäster, såväl sångartister som kulturpersonligheter.
En annan tidig programserie var På luffen som innehöll reportage om ofta ganska okända men intressanta personer och platser. Det första programmet inleddes 1959 med en Österlentur. Lasse Holmqvist ledde även programmen Luffarschack, Trekampen, På parkett, Sicken vicka, Sommar vid Sundet, Mot natten, med flera. Han var även SVT:s julvärd år 1969, tillsammans med Anita Lindman.
På senare år var Lasse Holmqvist mest känd som programledare för TV-serien Här är ditt liv, som sändes i omgångar under åren 1980-1991 och blev en stor tittarsuccé. Sin livskamrat Britt Bass (född 1934) träffade han i samband med att hon medverkade i det första programmet 1980, då Sven Tumba var huvudperson. 
Sedan han lämnat SVT gjorde Lasse Holmqvist programmet Ja är roligare på Kanal 5 hösten 1994.
Holmqvists sista stora TV-projekt, Öresundskanalen, lyckades aldrig utan fick ekonomiska problem och lades ner 1996. Holmqvist som satsat stora summor i projektet gick i personlig konkurs. Han avled sedan han drabbats av hjärtinfarkt och därefter blodkärlsinflammation. Holmqvist ligger begravd på Limhamns kyrkogård.